# Émilie (série télévisée d'animation)
Ne doit pas être confondu avec Émilie (série de livres).
Émilie est une série télévisée d'animation française en 49 épisodes de 5 minutes, adaptée des livres illustrés du même nom de Domitille de Pressensé, produite par Jacques Vercruyssen et réalisée par Raymond Burlet. 
La série a été diffusée dans Récré A2 sur Antenne 2 en 1979 et 1980, et au Québec à partir du 16 mars 1986 sur TVJQ.
Une série en 3D en 52 épisodes de 3 minutes par Blue Spirit existe chez France Télévisions et qui est diffusée depuis le 7 avril 2012 sur France 5 dans Zouzous, et au Québec à partir du 2 avril 2013 à Télé-Québec.

## Synopsis
Les aventures de la petite Émilie, de son frère et de sa sœur, ses cousins et ses amis. 
Les épisodes abordent notamment les peurs d'Emily (peur du noir, pipi au lit, peur de l'hôpital), sa manière de gérer ses relations (jalousie de sa sœur). On la voit jouer (avec son Hérisson Arthur) et s'amuser (cache-cache, cirque).
Les adultes sont toujours hors champ et ne se manifestent que par leur voix.

## Première version (1979)
Diffusée à partir du 19 septembre 1979 sur Antenne 2.

### Distribution
- Jackie Berger : Nicolas
- Carine François
- Jules-Henri Marchant

### Épisodes
1. Émilie et ses cousins
2. Émilie et la souris à moustache
3. La mauvaise humeur
4. Émilie et Arthur
5. Émilie et la dent de Stéphane
6. Émilie n’a pas sommeil
7. Émilie et Grégory le petit anglais
8. Émilie perd son chemin
9. La maison des cousins d’Émilie
10. Émilie et le défilé
11. Émilie et le bateau de Stéphane
12. Émilie et le petit lapin
13. Émilie se déguise
14. Émilie et la baignade
15. Émilie et la petite Chloé
16. Émilie et la surprise d’Alexandre
17. Émilie et le chien perdu
18. Émilie joue à qui cherche trouve
19. Émilie et le cerf-volant
20. Émilie et la tortue
21. Émilie va à la pêche
22. Émilie joue aux métiers
23. Émilie et la course aux escargots
24. Émilie et le chaton
25. Émilie s’ennuie
26. L’anniversaire d’Émilie
27. Émilie joue à la maîtresse
28. Émilie infirmière
29. Émilie et la marre aux grenouilles
30. Émilie et l’oie perdu
31. Émilie et le printemps
32. Émilie et les ballons
33. Émilie et le carnaval
34. Émilie est malade
35. Émilie et le cadeau de Stéphane
36. Émilie et tous les autres
37. Émilie à la campagne
38. Émilie et les œufs de Pâques
39. Émilie et les chasseurs
40. Émilie et le bouton doré
41. Émilie joue au jardin avec ses cousins
42. Émilie au cirque
43. Le parapluie d’Émilie
44. Émilie a le hoquet
45. Émilie et les pigeons voyageur
46. Émilie et l’anniversaire de maman
47. Émilie apprivoise un écureuil
48. Émilie et la cabane en bois
49. Émilie et Sidonie

## Seconde version (2012)
Diffusée à partir du 7 avril 2012 sur France 5.

### Distribution
- Nathalie Bienaimé
- Fily Keita
- Jennifer Fauveau
- Martial Le Minoux
- Leslie Lipkins : Sidonie
- Marie Nonnenmacher : Guillaume, Léa

### Épisodes
|        | Titre                                 | Date de diffusion |
| ------ | ------------------------------------- | ----------------- |
| S01E01 | Émilie et le cerf volant              | 07/04/2012        |
| S01E02 | Émilie et la mauvaise humeur          | 07/04/2012        |
| S01E03 | Émilie et les fleurs en pot           | 21/04/2012        |
| S01E04 | Émilie et le moustique                | 28/04/2012        |
| S01E05 | Émilie et les cousins                 | 05/05/2012        |
| S01E06 | Émilie et les robots                  | 12/05/2012        |
| S01E07 | Émilie et la caisse en carton         | 19/05/2012        |
| S01E08 | Émilie et les marionnettes            | 26/05/2012        |
| S01E09 | Émilie et le Château de sable         | 26/05/2012        |
| S01E10 | Émilie et les papillons               | 02/06/2012        |
| S01E11 | Émilie et le parcours de sport        | 20/06/2012        |
| S01E12 | Émilie se maquille                    | 09/06/2012        |
| S01E13 | Émilie et les fourmis                 | 09/06/2012        |
| S01E14 | Émilie et la danse des amis           | 16/06/2012        |
| S01E15 | Émilie et la course des escargots     | 16/06/2012        |
| S01E16 | Émilie et le dessin d'école           | 23/06/2012        |
| S01E17 | Émilie et les animaux cailloux        | 23/06/2012        |
| S01E18 | T'es plus ma copine                   | 30/06/2012        |
| S01E19 | Vive la princesse                     | 01/07/2012        |
| S01E20 | Émilie et Élise font un dessin        | 01/07/2012        |
| S01E21 | Émilie et la petite boite à meuh      | 01/07/2012        |
| S01E22 | Émilie dessine sa maison              | 08/07/2012        |
| S01E23 | Émilie joue à tu brûles               | 14/07/2012        |
| S01E24 | Élise la coquine                      | 15/07/2012        |
| S01E25 | Émilie et les cubes                   | 21/07/2012        |
| S01E26 | Émilie conduit l'autobus              | 22/07/2012        |
| S01E27 | Émilie et le grelot d'Élise           | 28/07/2012        |
| S01E28 | Émilie le ballon jaune                | 29/07/2012        |
| S01E29 | Émilie et le tyrannosaure-ballon      | 04/08/2012        |
| S01E30 | Émilie , la fée et la libellule       | 05/08/2012        |
| S01E31 | Émilie et le perroquet savant         | 11/08/2012        |
| S01E32 | Dr Émilie et le Bébé                  | 12/08/2012        |
| S01E33 | Émilie n'a pas sommeil                | 18/08/2012        |
| S01E34 | Émilie fait un gâteau                 | 19/08/2012        |
| S01E35 | Émilie et l'anniversaire improvisé    | 25/08/2012        |
| S01E36 | Émilie fait de la musique             | 26/08/2012        |
| S01E37 | Émilie et le papillon en visite       | 01/09/2012        |
| S01E38 | Émilie et le poisson rouge            | 02/09/2012        |
| S01E39 | Émilie dans le brouillard             | 04/09/2012        |
| S01E40 | Émilie fait du camping                | 06/09/2012        |
| S01E41 | Émilie et les étoiles filantes        | 07/09/2012        |
| S01E42 | Émilie et les bulles                  | 08/09/2012        |
| S01E43 | Émilie et la danse de la neige        | 11/09/2012        |
| S01E44 | Arthur a disparu                      | 13/09/2012        |
| S01E45 | Émilie est invitée                    | 14/09/2012        |
| S01E46 | Émilie et le petit Sapin              | 15/09/2012        |
| S01E47 | Émilie et le bébé de neige            | 18/09/2012        |
| S01E48 | Émilie et les feuilles d'automne      | 20/09/2012        |
| S01E49 | Émilie et les empreintes mystérieuses | 21/09/2012        |
| S01E50 | Émilie et la petite fête foraine      | 22/09/2012        |
| S01E51 | Émilie et l'épouvantail               | 25/09/2012        |
| S01E52 | Émilie et l'ombre fantôme             | 27/09/2012        |